# Casemate du Petersberg Est
La casemate du Petersberg Est est une casemate d'intervalle CORF de la ligne Maginot, située sur l'emprise de la commune d'Escherange dans le département de la Moselle.

## Position sur la ligne
Faisant partie du sous-secteur d'Angevillers ou d'Œutrange (les deux dénominations furent utilisées) dans le secteur fortifié de Thionville, la casemate du Petersberg Est, portant l'indicatif C 40, est intégrée à la « ligne principale de résistance » entre la casemate du Petersberg Ouest (C 39) à l'ouest et l'ouvrage de Molvange à l'est.
La casemate est sur le versant au-dessus de la rive gauche du ruisseau du Weihergraben, dominant le vallon d'une trentaine de mètres. L'intervalle d'un kilomètre entre la casemate et l'ouvrage est renforcé avec trois fortifications : le petit blockhaus MOM Cb13-B (blockhaus du Petersberg), l'abri-caverne actif X 4 (abri du Petersberg) et la petite tourelle de mitrailleuse Ct86 (tourelle du Petersberg).

## Description
Cette casemate cuirassée (c'est-à-dire sans créneaux de tir en façade) était équipée d'une cloche GFM et d'une cloche JM, cette dernière croisant ses feux avec celle équipant le coffre ouest de l'abri-caverne du Petersberg.
La casemate était commandée en 1940 par le sergent Mansard.

## État actuel
La casemate est aujourd'hui partiellement remblayée, seules les deux cloches, sur les dessus, demeurant visibles.